# Solvay, New York
Solvay är en ort i Onondaga County i delstaten New York, USA.